# Justy×Nasty 〜魔王はじめました〜
『Justy×Nasty 〜魔王はじめました〜』（ジャスティ×ナスティ 〜まおうはじめました〜）は、恋愛アドベンチャーゲームである。2012年12月21日にWindows向けに18禁として、2015年3月26日にPlayStation Vita向けにCERO:Cとして、それぞれ発売された。PC版はWhirlpoolにより、PS Vita版はWhirlpool・GN Softwareにより、それぞれ制作された。
本作の物語の舞台は、勇者や魔王を育てる学園である。学園に通う主人公とヒロインが仲を深めつつ、勇者側と魔王側に分かれて勝負するイベントで困難を乗り越えるというのが、物語の大筋である。
PC版は『萌えゲーアワード2013』において主題歌賞・金賞を受賞した。2012年の美少女ゲーム販売本数ランキングでは、25位であった。2012年の美少女ゲーム人気投票では、総合部門で16位に選ばれた。PS Vita版は2015年に約3,000本販売された。

## ゲームシステム
本作は恋愛アドベンチャーゲームであり、主人公の神威 清春（かむい きよはる）の視点から紡がれる文章をプレイヤーは読み進めていく。文章は小説のように地の文と会話文から構成されており、ゲームを進めていくことによってプレイヤーは特別なCGを閲覧できる。CGやBGMを鑑賞できる機能が搭載されており、ゲームを1回以上クリアするとこの機能を使用できるようになる。
ゲームを進めていくとある時点で中断され、選択肢が表示される。選んだ選択肢によって物語の道筋が変わり、ある特定の結末に物語が進む。物語には主に5つの道筋があり、それぞれの物語で1人の少女の話が展開する。すべての物語を読むには、ゲームを複数回やり直してそれまでとは別の選択肢を選び、違う道筋に進む必要がある。
ゲーム内にはTIPSという名の辞典が搭載されており、プレイヤーがゲーム内で新しい用語に遭遇するたびにTIPSにはその用語が登録される。プレイヤーはTIPSを開くことにより、作中で登場した用語の解説を読むことができる。

## あらすじ
物語の舞台は、創聖造魔学園という勇者や魔王を育てる学園である。この学園は、勇者や魔法使いなどの正義の使者を育てる創聖学園と、魔王やその配下を育てる造魔学園が少子化を理由に合併したことで設立された。勇者側と魔王側の生徒が同居することもあり、生徒間の諍いは絶えない。それにより、学園ではガス抜きのために生徒が創聖側・造魔側の両陣営に分かれて勝負する、ジャスティ×ナスティ（通称：ジャスナス）というイベントが行われている。
本作の主人公である神威清春は、父親に強制されて魔王候補生として創聖造魔学園の2年次に編入する。そこで清春は5人のヒロインたちと仲を深めていき、やがて1人のヒロインと恋に落ちる。主人公とヒロインが付き合い始めた後、学園で行われるジャスナスというイベントにて二人が困難を乗り越えるというのが本作の大まかな流れである。

### 登場人物
本作ではメインキャラクターとして、主人公の清春のほか、5人のヒロインとなる小野瀬 真奈（おのせ まな）・黒木 霧江（くろき きりえ）・神威 みかる（かむい みかる）・加賀美 響（かがみ ひびき）・大槻 果林（おおつき かりん）が登場する。彼ら以外のサブキャラクターを含め、どの登場人物も特殊な能力または武器を持つ。例えば、清春は動物と会話することができ、物語上で様々な刃を生成できる刀を手に入れる。5人のヒロインも同様に固有の能力と武器を持つが、詳細は各個別ルートのあらすじで述べる。
本作では4人のサブキャラクターが登場する。清春の友人である木崎 純（きさき じゅん）は底抜けの馬鹿と称される性格で、戦いの際には毒を扱う。清春の父・神威 権三郎は学園にて摩天楼仮面オペラという仮面の男を演じ、秘密裏に学園長も務めている。権三郎は大剣を扱い、雷を操る能力を持つ。もう一人の学園長である天空城 流比寿（てんくうじょう るびす）は時間を操る能力を持ち、武器として針と糸を扱う。学園の教師である松原 紫苑（まつばら しおん）は大雑把で酒好きという性格であり、空間干渉を行える武器を扱う。上記サブキャラクターは各ルートにおいて清春たちの前に立ちはだかることになる。

### 小野瀬真奈ルート
小野瀬真奈は創聖側の勇者科2年次に通う少女である。正義感が強い少女であり、剣を生み出す能力を持つ。清春はそんな真奈と人命救助などの依頼に取り組み、仲を深めていく。幼い頃に勇者に助けられた真奈は、清春に自身と共に勇者を目指すことを勧める。後に清春は勇者と真奈の凄さを理解したと述べ、真奈に告白する。真奈はそれを受け入れ、清春と付き合い始める。
やがて真奈は恋人ができたことに浮かれ、ライバルである霧江と勝負した際にはあっけなく負けてしまう。真奈はジャスナスにて霧江にリベンジすることを心に誓う。ジャスナス当日、創聖側・造魔側の決着は両者の代表である真奈と霧江の勝負に委ねられる。勝負中、霧江が事故に巻き込まれそうになるも、それにいち早く気が付いた真奈は霧江を助ける。助けられた霧江は自ら敗北を宣言する。二人の勝負後、清春たちは勝者への褒美として創聖側の学園長への挑戦権を与えられる。清春たちは協力して学園長に挑み、清春と真奈の能力により見事に学園長を退ける。その後に学園は変わらず平和だという後日談が語られ、真奈ルートは幕を閉じる。

### 黒木霧江ルート
黒木霧江は造魔側の魔剣士科2年次に通う少女である。正義を掲げる真奈を鬱陶しく感じており彼女とは諍いが絶えない。霧江は人の精神を疲弊させる鎌を武器として使用し、幻覚を見せる霧を出す能力を持つ。清春はそんな霧江と親しくなり、やがて彼女が悪を演じる理由を明かされる。それは、正義と悪は一意に決まるものではなく、また、悪がいないと正義も成り立たないという考えからであった。不真面目に見える霧江にも確固たる考えがあると感じた清春は、彼女を支えたいと考える。清春は霧江に告白を行い、霧江もそれを受け入れ、二人は付き合い始める。
ジャスナス当日、創聖側と造魔側の両軍は様々な策を弄して互いを出し抜こうとする。清春たちが所属する造魔側の作戦勝ちにより、創聖側は撤退を余儀なくされる。両軍の決着は、代表者である霧江と真奈の勝負に委ねられる。霧江は真奈を下し、ジャスナスは造魔側の勝利に終わる。その後、清春たちは造魔側の学園長と対決し、清春と霧江の協力により学園長を退ける。ジャスナス終了後、学園には学生会が組織され、創聖側と造魔側の生徒が協力するようになる。清春と霧江が学園内のトラブル対処に奔走する場面が描かれ、霧江ルートは幕を閉じる。

### 神威みかるルート
神威みかるは清春の義妹であり、創聖側の賢者科1年次に通う少女である。争いが嫌いな性格であり、発動するとランダムで様々な現象を起こす能力を持つ。この能力は制御不能で、災害も起こしうるという欠点がある。清春は学園でみかるに再会した後、みかるが神威家に引き取られた理由を気にし出す。清春が父親にそれを尋ねると、父親はみかるの能力により彼女の両親が死亡したという質の悪い冗談を口にする。盗み聞きしたみかるは冗談を真に受け悩むが、清春によって慰められる。慰める過程で清春はみかるから告白を受け、清春もみかるに恋心を打ち明ける。こうして、二人は付き合い始める。
一方学園ではジャスナスの準備が進む。話し合いで争いは解決できるという思想を持つみかるは、清春と共にジャスナスの中止に向けて奔走する。その一案として清春たちは第三者の解放軍を組織する。ジャスナス当日、みかるは創聖側・造魔側の大将格である真奈・霧江に対し説得を試みるも失敗する。その後、みかるは能力を発動させ、災害を起こし無理矢理に争いを止める。後日、創聖と造魔の交流のため、みかるは創聖造魔和睦委員会を立ち上げる。清春とみかるは学生たちに交流会への参加を促していく。こうして、みかるルートは幕を閉じる。

### 加賀美響ルート
加賀美響は造魔側の魔界魔道士科1年次に通う少女である。みかるの友人であり、瞬間移動する能力や他人を言霊で操る能力を持つ。響は言霊の能力を上手く制御できないため、失言しないように寡黙を心掛けていた。清春はそんな響を変えてあげたいと思い始める。清春は能力を恐れる必要はないと響を諭し、説得のために勝負を持ち掛ける。それは言霊を使用しつつ逃げる響を清春が捕まえたら勝ちという勝負であった。勝負中に清春は、響の言霊による命令に見事に抗ってみせる。清春は響に能力を恐れる必要はないと再び諭すと、響に告白する。響はそれを受け入れ、二人は付き合い始める。
争いを嫌うみかるに触発され、清春と響はジャスナスを中止する方法を考える。響は大勢の学生に言霊を使うことでジャスナスを中止する案を思い付く。清春たちは大勢の学生を集める方策として、ジャスナスの前日にミュージカルを上演しようとする。その準備を清春たちが進めていく中、呪われたアイテムにより暴動が生じる。清春たちは響の言霊を用いて暴動を鎮めることに成功する。暴動の終結後、響の歌声は学園内で評判となり、ジャスナスを中止してミュージカルが上演される。上演から2週間後、響は人気者となったという後日談が語られ、響ルートは幕を閉じる。

### 大槻果林ルート
大槻果林は創聖側の戦士科3年次に通う少女である。大和撫子然とした雰囲気を持ち、怪力を発揮する能力を持つ。創聖造魔学園に編入した清春は偶然に果林の着替え姿を覗いてしまう。裸を見られた者に嫁ぐべしという家訓に従う果林は清春に結婚を迫る。清春はまずは交際から始めることを提案し、二人は付き合い始める。ある日、二人が洞窟に赴くと内部で落盤事故が生じる。二人は事故を乗り越える過程で互いの心情を吐露し、相思相愛に至っていることを確認し合う。
後日、清春は果林の両親と面会する。清春は果林の父親から、学園で最も強くなり娘に相応しいことを示すよう求められる。その後、清春はジャスナスにて創聖側・造魔側の実力者である真奈・霧江と対決する。清春は果林と協力して二人を退けるも、さらに友人である純と教師である紫苑と戦うことになる。清春と果林は自分たちの真の能力に気付き、その能力を用いて二人を倒す。こうして、清春たちは学園で最も強いことを示し、二人の結婚について果林の両親から了承を得る。その後、二人が新婚旅行に発つシーンで果林ルートは幕を閉じる。

## 制作

### スタッフ・キャスト
| 役名         | 声優       |
| ------------ | ---------- |
| 小野瀬真奈   | 桐谷華     |
| 黒木霧江     | 青山ゆかり |
| 神威みかる   | 夏野こおり |
| 加賀美響     | 桜川未央   |
| 大槻果林     | 遠野そよぎ |
| 木崎純       | 城樹翔     |
| 神威権三郎   | 黒木大     |
| 天空城流比寿 | 青葉りんご |
| 松原紫苑     | 一色ヒカル |

『Justy×Nasty 〜魔王はじめました〜』のPC版はWhirlpoolによって企画・制作が行われ、株式会社インフェルノによって販売された。プロデューサー・ディレクターはそれぞれ也・ミドルリバーが担当し、シナリオは木村ころやが担当した。広報・営業はアラガーが担当した。登場人物のデザイン・原画は水鏡まみずが、SD原画とその彩色は、れとまクロが担当した。背景原画はnikuyasan、株式会社キューン・プラント、そして外注スタッフの池田祐輔・平澤晃弘によって描かれた。BGMはSoundDriveが、動画は葵乙夜(Mju:z)が制作した。音声収録およびキャスティングは株式会社キューブが担当した。PS Vita版は、制作にGN Softwareが追加、プロデューサーに神戸竜治が追加、発売は株式会社PIACCIに変更となっている他は上記と同じである。キャストは表「PC版・PS Vita版キャスト」の通り。
本作にはオープニングテーマ・エンディングテーマとしてそれぞれ「LOVE ADVENTURE」・「Forever! Never stop!!」という歌謡曲があり、作中では演出としてBGMが流れる。オープニングテーマである「LOVE ADVENTURE」は作詞をSugarLover、作編曲を山口朗彦、ボーカルをNANAが担当した。エンディングテーマである「Forever! Never stop!!」は作詞をSugarLover、作曲を斎藤悠弥、編曲を斎藤悠弥・宝野聡史、ボーカルをバルが担当した。

### 制作チームの結成
本作はWhirlpool内の水鏡まみずが所属する制作チームによって制作された。Whirlpoolにはこれまで、ブランド設立時から原画家を務めるてんまそが所属する制作チームしかなかったが、本作において水鏡の制作チームが新設された。水鏡は元々はWhirlpoolのCGチーフであり、入社時から他のスタッフに対し原画を担当したいと述べていた。水鏡はWhirlpoolから出される様々な課題を達成していき、2008年12月には『メリ☆クリ 〜10年ぶりのホワイトクリスマス〜』にて初めてアダルトゲームの原画を担当することになった。ただしこのときは実験的な性格が強く、ユーザーの反応をダイレクトに見たいということからコミケと通販のみので販売が行われた。
本作のプロデューサーである也によれば、このとき作られた『メリ☆クリ』はユーザーから期待通りの反応を受けたという。また、次作である『ねこ☆こい!』も好評であったため、『Lunaris Filia 〜キスと契約と真紅の瞳〜』という作品を経た後に本作において制作チームを新たに設立した。なお、新設された水鏡の制作チームと従来からあるてんまその制作チームは、前者がハイテンションコメディを中心としたライト路線、後者がストーリー性を重視した正統派路線が特徴であると後に指摘されるようになる。

### 制作意図・特徴
プロデューサーの也によれば本作は壮大なRPGごっこのゲームである。作中では勇者側・魔王側の学生が登場し、両陣営に分かれて対立する。学園内には建設・建築科といった学科も存在し、こうした学科の生徒がダンジョンを建設したり城壁を修復したりする姿も描かれる。也はRPGを遊んでいても普段は意識されない裏方作業を作中で描くことが面白さに繋がるのではないかと語る。
本作ではテーマとして正義と悪が取り上げられた。しかし内容が重いわけではなく、シナリオを担当した木村ころやによれば「からあげにレモンをかけるのは正義か悪か」といった程度の軽いノリだという。作中では勇者側と魔王側が対決するジャスティ×ナスティというイベントが行われるが、ここで描かれる戦いも殺し合いのようなものではなく、競技性の強いものである。また、作品のコンセプトはRPGにおける裏方作業を取り上げながら、勇者側・魔王側の対立を描くことだとされる。
本作を制作するに当たり、Whirlpoolはナンセンスを含めたギャグを得意とする木村をシナリオライターに起用した。本作において木村はスタート時からテンションを上げるようにシナリオを書き、ギャグやノリの良さで物語を進行させるように構成した。これにより、也によれば本作は当時のWhirlpoolの作品の中で最もテンションが高い作品になったという。こうして、本作ではノリを重視した結果として短い台詞が多くなり、ボイス数が多い作品になったと広報・営業担当のアラガーは語っている。

### キャラクターデザイン
5人のメインヒロインは『DENGEKI HIME』2012年9月号においてキャラクターデザインの経緯が明かされている。真奈は「なんとなく、お高くとまってそうな感じ」にデザインされた。デザインに勇者らしさを反映するべく、真奈の髪には剣型のヘアピンが付けられている。霧江は「やる気なさそうなんだけど、清潔感のある感じ」というコンセプトでデザインされた。他にもスレンダーという指示があり水鏡はそれに従ったが、心なしか細くし過ぎたかもしれないと水鏡は語っている。みかるはポニーテールという指示の下、各種服装や装飾に「痛かわいい」感じが出るようにデザインされた。響はふわっとした髪型がデザインに採用された後、それだけでは少し物足りないと感じた水鏡により新たに髪飾りが付け加えられた。果林は泣きぼくろを持つ黒髪ロングのヒロインとしてデザインされた。水鏡は果林の私服のデザインは上手く仕上げられ、個人的にかなり気に入っていると語っている。

## 反響

### 売上
『Justy×Nasty 〜魔王はじめました〜』のPC版は発売月（2012年12月）の売上ランキングにおいて、『Getchu.com』『PCpress』の集計にて2位を獲得した。『PCpress』によれば本作は発売直前に人気が集まり、いくつかの店舗で品切れになったという。出荷数がより多く品切れを生じさせなければもう少し数字が増えただろうと『PCpress』はコメントしている。翌月（2013年1月）の売上ランキングでは、『Getchu.com』『PCpress』の集計にてそれぞれ21位・37位を獲得した。2012年の美少女ゲーム年間売上ランキングでは『Getchu.com』による集計で25位を獲得した。なお、上記ランキングにおいて具体的な販売本数は明かされていない。
『ファミ通ゲーム白書2016』の集計によれば、PS Vita版は発売日である2015年3月26日から2015年12月27日までの間に3,318本販売され、2015年期の販売本数ランキングでは697位であった。一方、上位30位までを公表した、2015年3月（発売月）の販売本数ランキング、2015年（発売年）の美少女ゲーム販売本数ランキングでは、ランキング圏外であった。『2016ゲーム産業白書』の集計によれば、PS Vita版は発売日の週に2,052本、発売日から2016年1月3日までの間に3,209本販売され、2015年（発売年）の販売本数ランキングでは714位であった。

### 人気投票
| 部門名       | Getchu.com | TECH GIAN | BugBug    |
| ------------ | ---------- | --------- | --------- |
| 総合         | 16位/20位  | 圏外/30位 | 圏外/30位 |
| シナリオ     | 圏外/20位  | 圏外/10位 | 圏外/30位 |
| グラフィック | 9位/20位   | 圏外/10位 | 部門なし  |
| 音楽         | 16位/20位  | 圏外/10位 | 圏外/20位 |
| システム     | 8位/20位   | 圏外/10位 | 圏外/30位 |
| ヴォイス     | 部門なし   | 部門なし  | 圏外/20位 |
| ムービー     | 8位/20位   | 部門なし  | 部門なし  |
| エッチ       | 圏外/20位  | 圏外/10位 | 圏外/30位 |

PC版は、発売月（2012年12月）に出た美少女ゲームを対象とする、『Getchu.com』が主催した人気投票において3位に選ばれた。2013年には、2012年に発売された美少女ゲームを対象とする人気投票が、『Getchu.com』・『TECH GIAN』・『BugBug』の主催でそれぞれ行われた。キャラクター部門以外の結果を表「2012年発売の美少女ゲーム人気投票」に示す。キャラクター部門においては、『Getchu.com』にてヒロインである神威みかるが18位に選ばれた。

### 受賞歴・批評
PC版は『萌えゲーアワード2013』において主題歌賞・金賞を受賞した。『Game-Style』の初代編集長である齋藤大祐は、講評として「オープニングテーマ「LOVE ADVENTURE」はNANAさんの歌唱とSugarLoverさんの歌詞が非常に調和が取れており、ノリの良い曲の力も得て、オープニングにピッタリな楽曲に仕上がっています。ただ、楽曲の作りがOP・EDともに定番のコード進行や歌い方などで、萌えゲー特有の楽曲にしてはオーソドックス過ぎるきらいもありました」と述べた。
『ファミ通』2015年4月2・9日号にてPS Vita版のレビューが掲載された。4人のレビュアーがそれぞれ8, 7, 7, 6点をつけ、40点満点中28点を得た。設定・シナリオについては、RPGにありがちなネタが複数のレビュアーに好意的に受け入れられ、物語や会話のテンポの良さが指摘された。また、個別ルート突入以降は序盤のハイテンションさが無くなる点や告白までの心理描写の少なさが欠点として挙げられた。ゲームシステムについては、シーンジャンプなどの便利機能が一通り揃っている、タッチ操作がし易いと評された一方で、選択肢が少なく物語の後半は文章を読み進めるだけになるとの指摘もされた。イラストについては、性的魅力が強調されたイベントCGは見応えがある、SDキャラは可愛らしいとの意見が寄せられた。